# رسوایی خیخن
رسوایی خیخن لقبی است که به بازی فوتبال بین دو تیم آلمان غربی و اتریش در جام جهانی ۱۹۸۲ داده شده است. این بازی در ورزشگاه ال مونینون در شهر خیخن اسپانیا و در تاریخ ۲۵ ژوئن برگزار شد. برد آلمان با یک یا دو گل دو همسایه را به مرحله بعد می رساند و الجزایر حذف می شد، آلمان طی ده دقیقه به گل اول خود رسید و پس از آن دو تیم عملا به بازی بسیار کند، پاسکاری در زمین خود و عدم خلق موقعیت خطرناک روی دروازه حریف روی آوردند. با وجود اینکه تماشاچیان دو تیم را به تبانی متهم کردند اما فیفا اعلام کرد هیچ قانونی از سوی این دو تیم نقض نشده است.
پس از این بازی و اتفاق مشابهی که در جام جهانی قبل رخ داده بود فیفا تصمیم گرفت بازی‌های پایانی گروه‌ها در دور گروهی به صورت همزمان برگزار شود.

## پیش زمینه
الجزایر در اولین بازی خود با شکست ۲-۱ آلمان غربی یک شگفتی بزرگ خلق کرد که از آن به عنوان بزرگترین شگفتی پس از شکست ایتالیا مقابل کره شمالی در جام جهانی ۱۹۶۶ یاد می‌شود. این نخستین بار بود که یک تیم آفریقایی موفق به شکست تیمی از اروپا می‌شد. این تیم در بازی دوم خود ۲-۰ مغلوب اتریش شده و در بازی سوم ۳-۲ از سد شیلی گذشت. 
از آنجایی که بازی آخر الجزایر یک روز قبل از بازی دو تیم آلمان غربی و اتریش بود این دو تیم از جدول گروه کاملا آگاه بودند. پیروزی آلمان با یک یا دو گل این تیم را به همراه اتریش به مرحله بعد می‌رساند. پیروزی با اختلاف سه گل یا بیشتر به دلیل تفاضل گل موجب حذف اتریش و صعود آلمان و الجزایر به مرحله بعدی می‌گردید.

## بازی
آلمان ۱۰ دقیقه ابتدایی بازی را طوفانی آغاز کرد و در دقیقه دهم توسط هورشت هروبش به گل دست یافت. پس از به ثمر رسیدن گل دو تیم به حفظ توپ در زمین خود روی آوردند؛ سپس با ارسال‌های بلند و بی‌ثمر توپ را به زمین حریف فرستاده و این اتفاق تا پایان بازی مدام تکرار می‌شد. 

## واکنش‌ها
گزارشگر تلویزیون آلمان غربی در اعتراض به این حرکت سکوت کرده و از گزارش بازی خودداری کرد و گزارش اتریشی نیز از بینندگان درخواست کرد که تلویزیون خود را خاموش کنند. تماشاچیان نیز از دیدن این صحنه خشمگین شده بودند و تیم الجزایر را تشویق می‌کردند. برخی با نشان دادن اسکناس به تبانی بین دو تیم اعتراض می‌کردند. گفته می‌شود یکی از هواداران آلمان غربی نیز به نشانه اعتراض پرچم این کشور را به آتش کشید.